# Chromadorina bercziki
Chromadorina bercziki is een rondwormensoort uit de familie van de Chromadoridae. De wetenschappelijke naam van de soort is voor het eerst geldig gepubliceerd in 1962 door Andrássy.